# 辛家山蟹甲草
辛家山蟹甲草（学名：Parasenecio xinjiashanensis）是菊科蟹甲草属的植物，是中国的特有植物。分布在中国大陆的陕西等地，生长于海拔2,300米至2,600米的地区，多生长于山坡密林下，目前尚未由人工引种栽培。